# Al Mirqab (yacht)
M/Y Al Mirqab är en megayacht tillverkad av Kusch Yachts i Tyskland. Hon sjösattes och levererades 2008 till schejk Hamad bin Jassim bin Jaber al-Thani, qatarisk kunglighet samt före detta premiär- och utrikesminister. Megayachten designades exteriört av Tim Heywood Design medan interiören designades av Winch Design. Al Mirqab är omkring 133 meter lång och har en rapporterad kapacitet på mellan 25 och 60 passagerare. Den har också en rapporterad besättning på mellan 55 och 60 besättningsmän samt minst en helikopter.
Megayachten kostade omkring 300 miljoner amerikanska dollar att bygga.

## Galleri

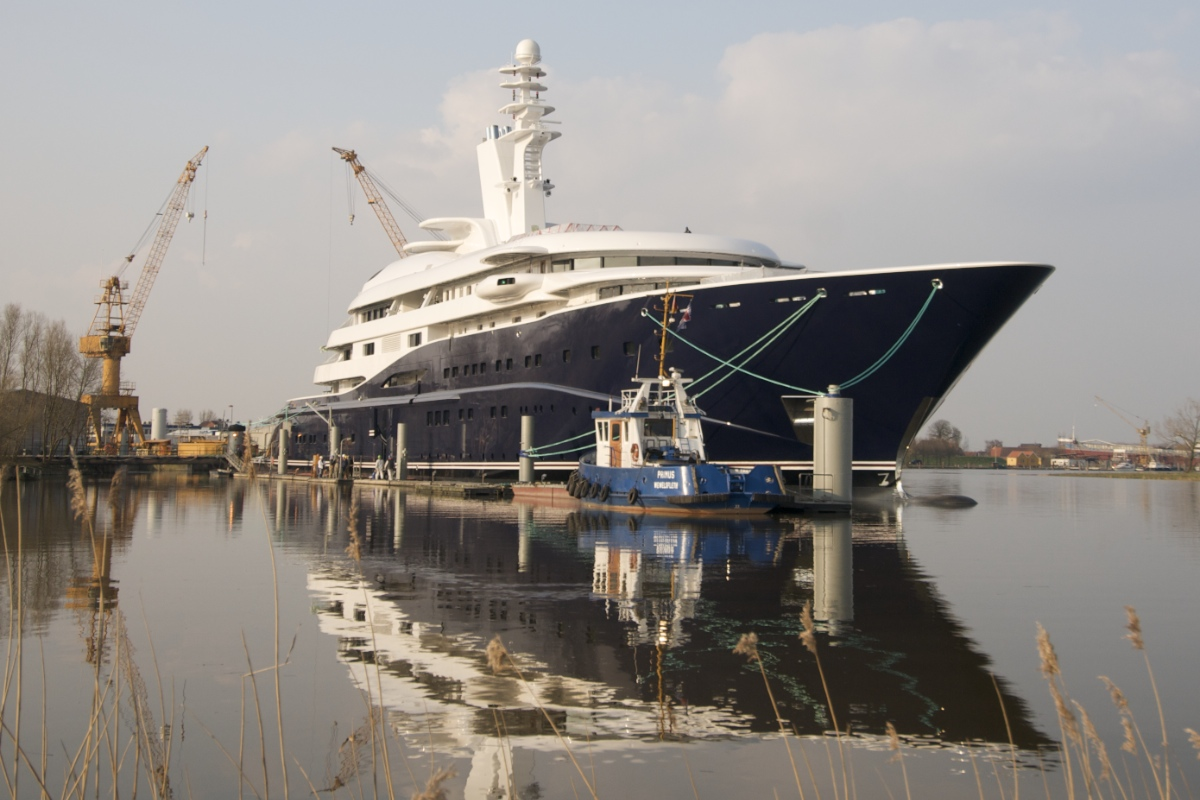
Al Mirqab i Wewelsfleth i Tyskland, 2008.
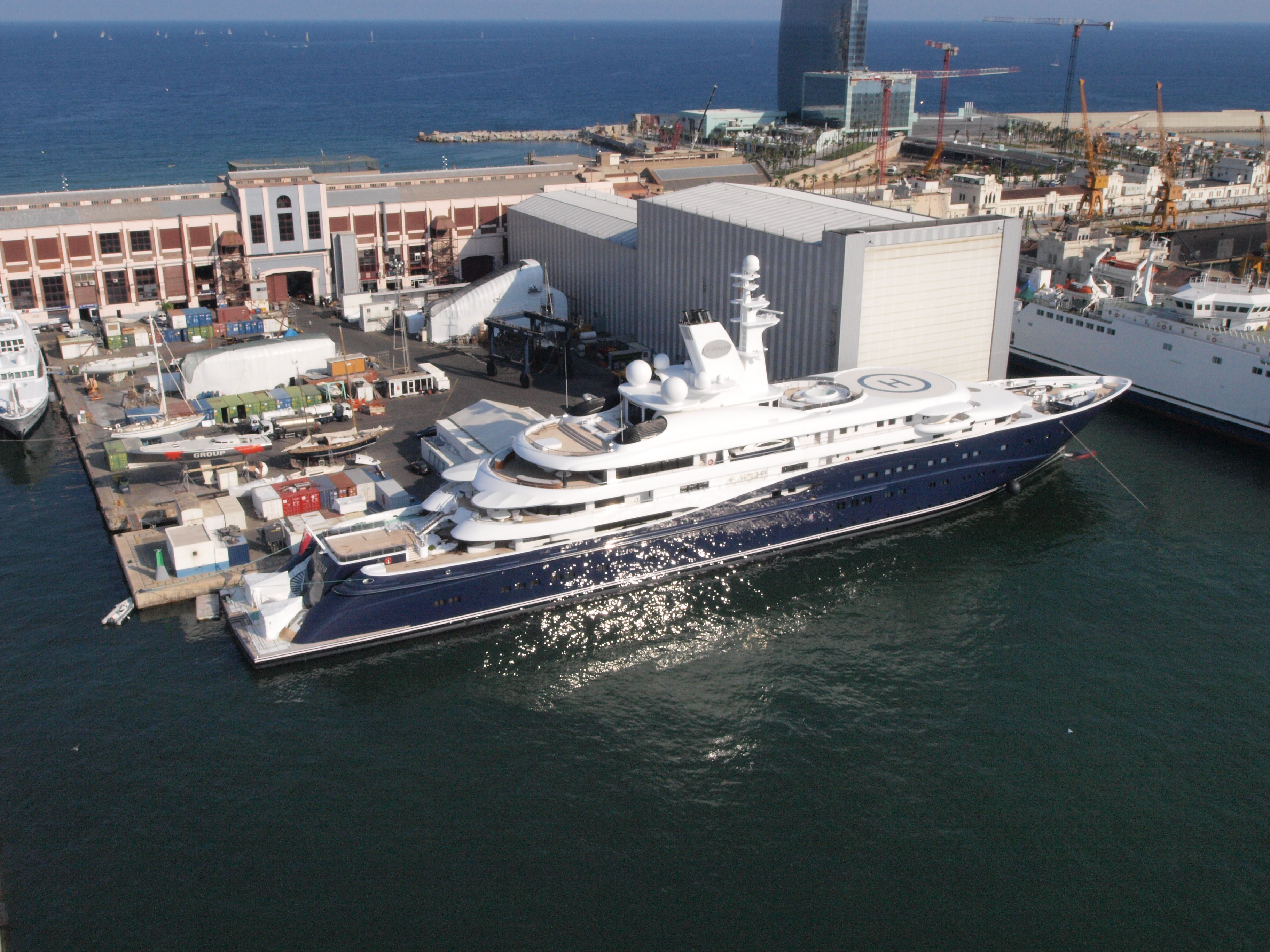
Al Mirqab i Barcelona i Spanien, 2009.
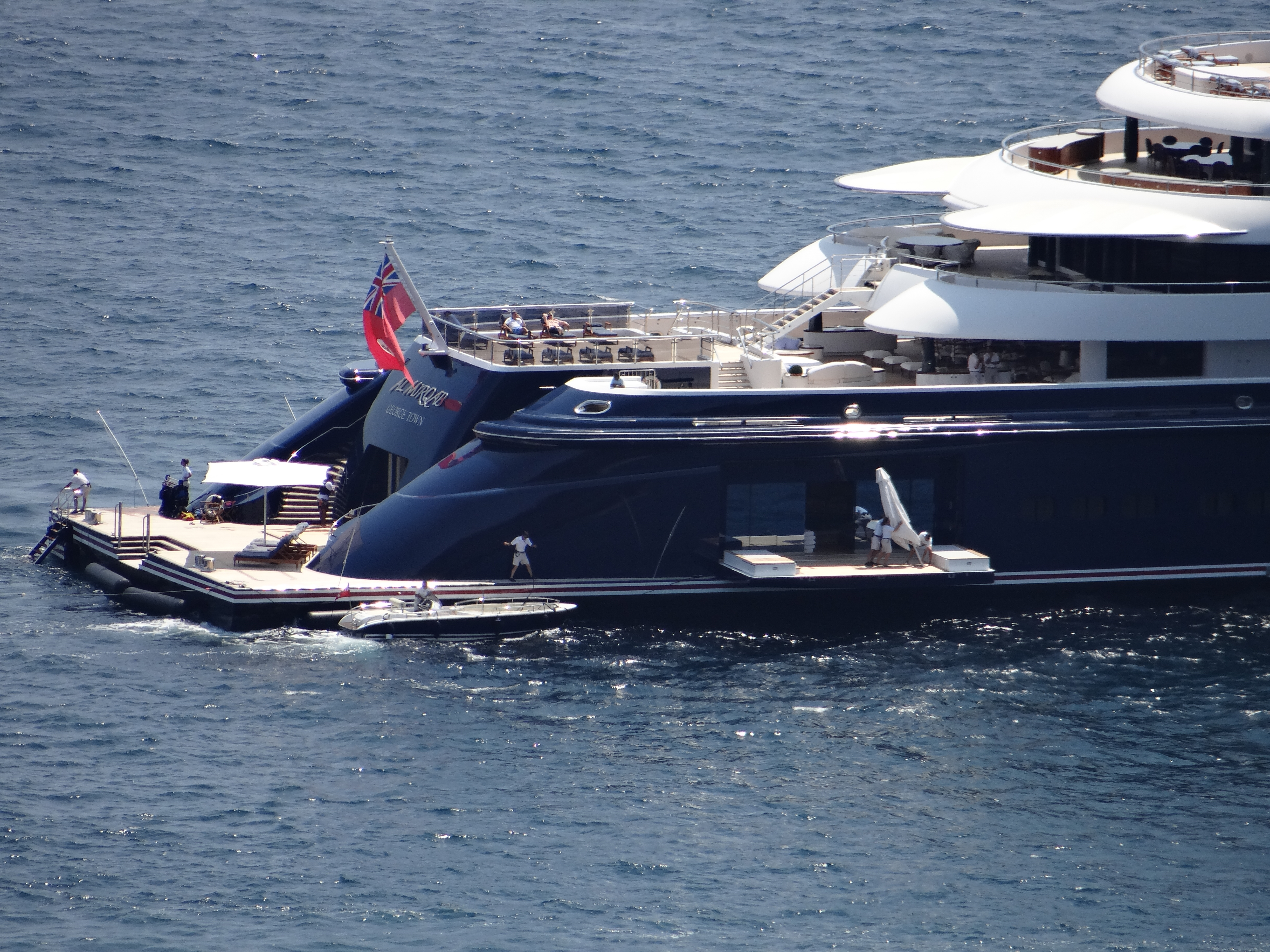
Al Mirqab söder om Capri i Italien, 2013.